# Acrotritia ischnos
Acrotritia ischnos är en kvalsterart som först beskrevs av Wojciech Niedbała 2004.  Acrotritia ischnos ingår i släktet Acrotritia och familjen Euphthiracaridae. Inga underarter finns listade i Catalogue of Life.